# Nick Young
Nicholas Aaron Young, detto Nick, noto anche con lo pseudonimo di Swaggy P (Los Angeles, 1º giugno 1985), è un ex cestista statunitense, professionista in NBA.

## Biografia
Il suo soprannome è Swaggy P, che utilizza anche su Twitter e Instagram.
È cugino dei rapper Kendrick Lamar e Baby Keem e del cestista Kevon Looney con cui ha giocato ai Golden State Warriors.
Da novembre 2013 è stato fidanzato con la rapper australiana Iggy Azalea. A marzo 2014 sono apparsi insieme sulla rivista GQ. Il 19 giugno 2016, la rapper comunica tramite il suo profilo su Instagram di aver interrotto la relazione con Young, causa tradimenti ripetuti da parte del cestista.

## Carriera

### High school e college
Nick Young frequenta la "Cleveland High School". Da senior, nel 2004, conclude la stagione con la doppia doppia di media, grazie a 27 punti e 10 rimbalzi di media. Terminata la high school, frequenta l'università privata di USC (University of Southern California), dal 2004 al 2007. Con i Trojans, arriva fino alla Sweet Sixteen del torneo NCAA 2006-07, venendo eliminati dai Tar Heels 74-64. Terminata la sua stagione da junior, Young fa sapere, tramite il Los Angeles Times, che non avrebbe continuato a giocare con i trojans, in quanto si sarebbe dichiarato eleggibile per il draft NBA 2007.

### NBA (2007-2018)

#### Washington Wizards (2007-2012)

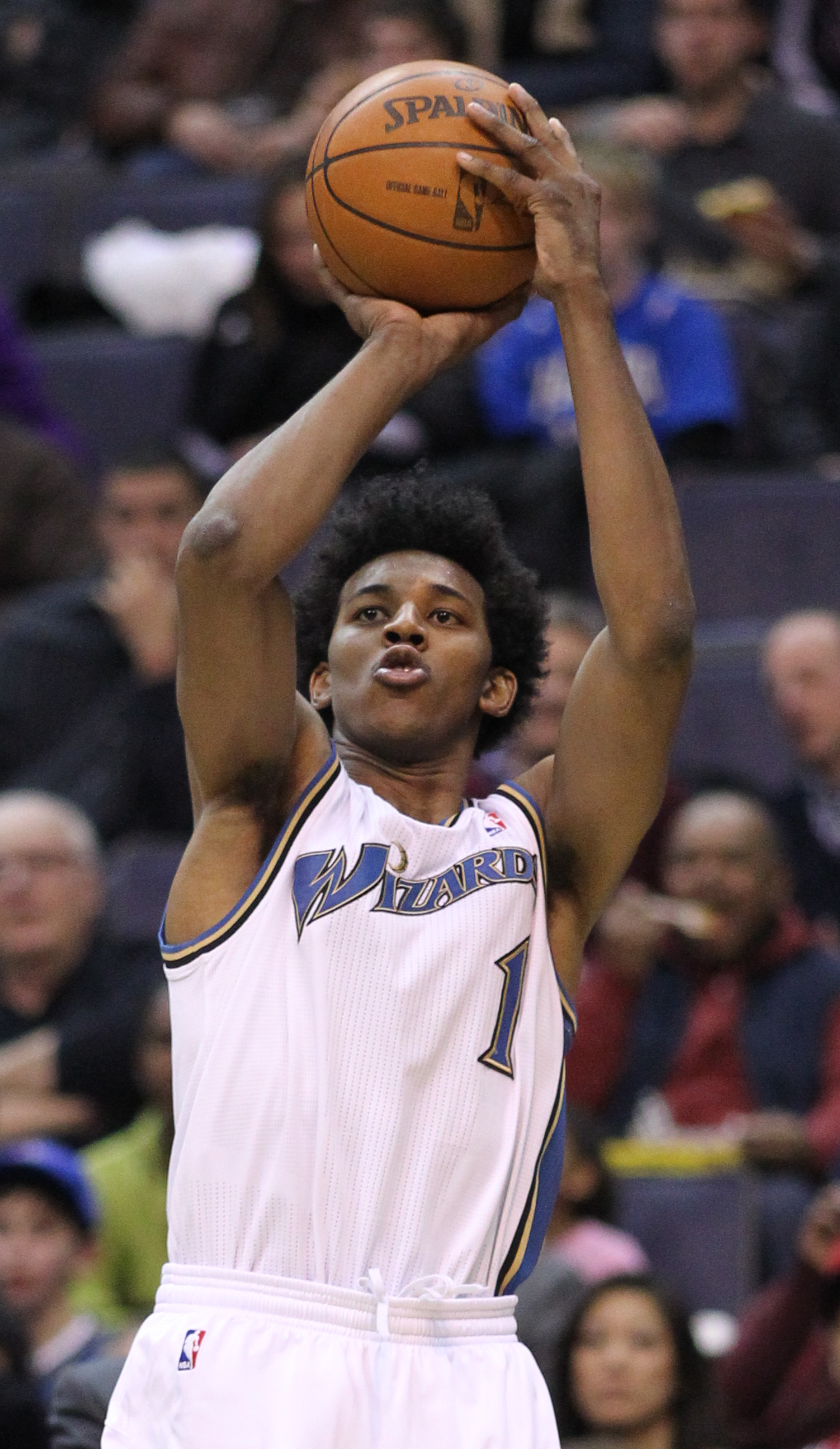
Nick Young con la casacca dei Washington Wizards

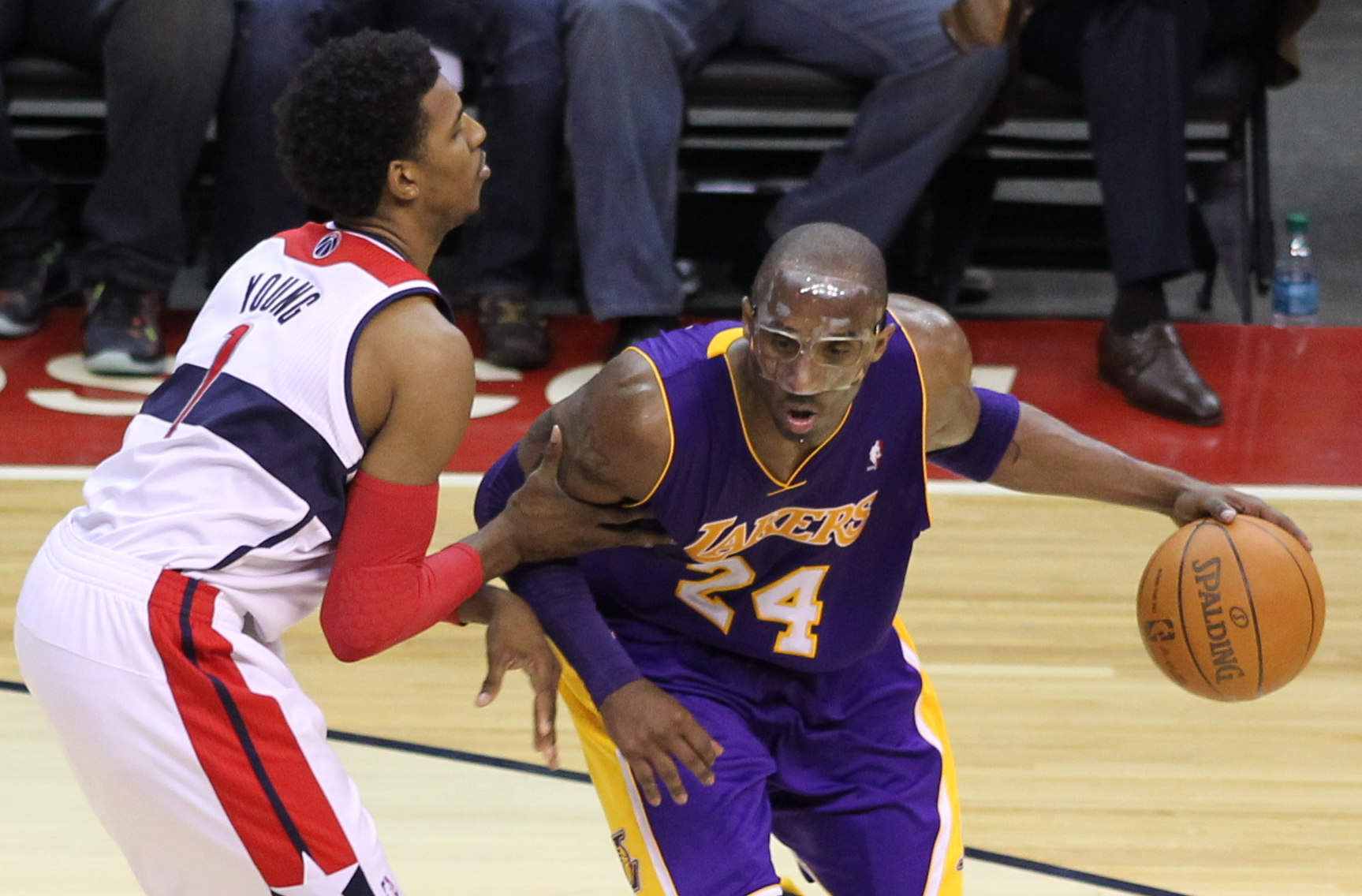
Young contro Kobe Bryant nel 2012

Nick Young è stato scelto come 16 scelta assoluta del Draft NBA 2007 dai Washington Wizards, e debutta il 15 dicembre 2007 contro i Sacramento Kings, complessivamente chiude la stagione con una media di 7,5 punti e 1,5 rimbalzi a partita, arrivando anche a realizzare 27 punti contro i Los Angeles Lakers.
Con i Wizards gioca quattro stagioni e la prima metà della stagione 2011-12, arrivando a disputare i play-off nella stagione d'esordio, venendo però eliminati al primo round dai Cleveland Cavaliers che prevalsero nella serie per 4-2, e realizzando un career-high di 43 punti contro i Sacramento Kings l'11 gennaio 2011.

#### Los Angeles Clippers (2012)
Il 15 marzo 2012 passa ai Los Angeles Clippers all'interno di un'operazione di mercato comprendente anche i Denver Nuggets. Con la squadra californiana raggiunge per la seconda volta in carriera i play-off, aggiudicandosi il primo round per 4-3 contro i Memphis Grizzlies, serie in cui si rese protagonista soprattutto nella prima partita, segnando 19 punti che fecero sì che i Clippers vincessero per 98-99. In semifinale di conference però perdono nettamente per 4-0 il confronto con i San Antonio Spurs.

#### Philadelphia 76ers (2012-2013)
Il 12 luglio 2012 firma un contratto annuale per 6 milioni di dollari con i Philadelphia 76ers, mettendosi subito in evidenza segnando 30 punti ai Los Angeles Lakers il 16 dicembre.

#### Los Angeles Lakers (2013-2017)
Il 12 luglio 2013 è annunciato il suo passaggio ai Los Angeles Lakers, tornando così a giocare in una squadra della sua città dopo la parentesi ai Clippers. Chiude la prima stagione con la franchigia californiana a 17.9 punti di media, convincendo così i lacustri a fargli firmare un quadriennale, fino al 2018. Ma le due stagioni dopo, Swaggy P cala nettamente, chiudendo la stagione 2014-15 a 13,4 punti a gara, e la successiva a 7,3 punti. La stagione 2015-2016 si rivelò ancor più negativa per Young, che poche gare prima della fine della regular season a causa di un diverbio con il compagno di squadra D'Angelo Russell (che aveva pubblicato un video in cui Young stava tradendo l'allora fidanzata Iggy Azalea) non venne più convocato fino alla fine della stagione, concludendo così, una stagione disastrosa, sia a livello personale, sia a livello di squadra, con i Lakers che chiusero con un record di 17-65, il peggiore della loro storia.
L'anno successivo venne reintegrato in rosa dai gialloviola dopo essersi chiarito con Russell.

#### Golden State Warriors (2017-2018)
Terminata l'esperienza con i gialloviola, si trasferisce ai Golden State Warriors, con cui vincerà l'anello da riserva.

#### Denver Nuggets (2018)
Il 10 dicembre 2018, dopo non essere stato inizialmente contattato da nessuna squadra per la stagione 2018-2019, si accorda con i Denver Nuggets che gli garantiscono il minimo salariale destinato ai veterani per rimediare alla mancanza di giocatori dettata dai molteplici infortuni stagionali. Il 31 dicembre, dopo sole 3 settimane e 4 partite disputate, viene tagliato dalla franchigia del Colorado.

## Statistiche
| † | Denota una stagione in cui ha vinto il titolo |

### NCAA
| Anno      | Squadra     | PG | PT | MP   | TC%  | 3P%  | TL%  | RP  | AP  | PRP | SP  | PP   |
| --------- | ----------- | -- | -- | ---- | ---- | ---- | ---- | --- | --- | --- | --- | ---- |
| 2004-2005 | USC Trojans | 29 | 24 | 25,7 | 44,1 | 31,5 | 64,4 | 4,1 | 1,3 | 0,8 | 0,3 | 11,1 |
| 2005-2006 | USC Trojans | 30 | 30 | 33,9 | 46,7 | 33,3 | 80,1 | 6,6 | 1,6 | 1,0 | 0,2 | 17,3 |
| 2006-2007 | USC Trojans | 37 | 36 | 33,2 | 52,5 | 44,0 | 78,6 | 4,6 | 1,4 | 0,7 | 0,3 | 17,5 |
| Carriera  | Carriera    | 96 | 90 | 31,1 | 48,4 | 36,8 | 76,4 | 5,1 | 1,4 | 0,8 | 0,3 | 15,5 |

#### Massimi in carriera
- Massimo di punti: 33 vs Oregon State (25 febbraio 2006)[11]
- Massimo di rimbalzi: 14 vs Oregon State (25 febbraio 2006)
- Massimo di assist: 6 vs Loyola Marymount (10 dicembre 2005)
- Massimo di palle rubate: 3 (8 volte)
- Massimo di stoppate: 3 vs Stanford (2 marzo 2006)
- Massimo di minuti giocati: 45 vs Washington (28 dicembre 2006)

### NBA

#### Regular Season
| Anno       | Squadra            | PG  | PT  | MP   | TC%  | 3P%  | TL%  | RP  | AP  | PRP | SP  | PP   |
| ---------- | ------------------ | --- | --- | ---- | ---- | ---- | ---- | --- | --- | --- | --- | ---- |
| 2007-2008  | Wash. Wizards      | 75  | 2   | 15,4 | 43,9 | 40,0 | 81,5 | 1,5 | 0,8 | 0,5 | 0,1 | 7,5  |
| 2008-2009  | Wash. Wizards      | 82  | 5   | 22,4 | 44,4 | 34,1 | 85,0 | 1,8 | 1,2 | 0,5 | 0,2 | 10,9 |
| 2009-2010  | Wash. Wizards      | 74  | 23  | 19,2 | 41,8 | 40,6 | 80,0 | 1,4 | 0,6 | 0,4 | 0,1 | 8,6  |
| 2010-2011  | Wash. Wizards      | 64  | 40  | 31,8 | 44,1 | 38,7 | 81,6 | 2,7 | 1,2 | 0,7 | 0,3 | 17,4 |
| 2011-2012  | Wash. Wizards      | 40  | 32  | 30,3 | 40,6 | 37,1 | 86,2 | 2,4 | 1,2 | 0,8 | 0,3 | 16,6 |
| 2011-2012  | L.A. Clippers      | 22  | 3   | 23,5 | 39,4 | 35,3 | 82,1 | 1,6 | 0,5 | 0,6 | 0,3 | 9,7  |
| 2012-2013  | Philadelphia 76ers | 59  | 17  | 23,9 | 41,3 | 35,7 | 82,0 | 2,2 | 1,4 | 0,6 | 0,2 | 10,6 |
| 2013-2014  | L.A. Lakers        | 64  | 9   | 28,3 | 43,5 | 38,6 | 82,5 | 2,6 | 1,5 | 0,7 | 0,2 | 17,9 |
| 2014-2015  | L.A. Lakers        | 42  | 0   | 23,8 | 36,6 | 36,9 | 89,2 | 2,3 | 1,0 | 0,5 | 0,3 | 13,4 |
| 2015-2016  | L.A. Lakers        | 54  | 2   | 19,1 | 33,9 | 32,5 | 82,9 | 1,8 | 0,6 | 0,4 | 0,1 | 7,3  |
| 2016-2017  | L.A. Lakers        | 60  | 60  | 25,9 | 43,0 | 40,4 | 85,6 | 2,3 | 1,0 | 0,6 | 0,2 | 13,2 |
| 2017-2018† | G.S. Warriors      | 80  | 8   | 17,4 | 41,2 | 37,7 | 86,2 | 1,6 | 0,5 | 0,5 | 0,1 | 7,3  |
| 2018-2019  | Denver Nuggets     | 4   | 0   | 9,3  | 33,3 | 37,5 | -    | 0,3 | 0,5 | 0,0 | 0,3 | 2,3  |
| Carriera   | Carriera           | 720 | 201 | 22,8 | 41,8 | 37,6 | 83,6 | 2,0 | 1,0 | 0,5 | 0,2 | 11,4 |

#### Playoffs
| Anno     | Squadra       | PG | PT | MP   | TC%  | 3P%  | TL%  | RP  | AP  | PRP | SP  | PP  |
| -------- | ------------- | -- | -- | ---- | ---- | ---- | ---- | --- | --- | --- | --- | --- |
| 2008     | Wash. Wizards | 4  | 0  | 4,3  | 11,1 | 0,0  | 75,0 | 0,5 | 0,3 | 0,5 | 0,0 | 1,3 |
| 2012     | L.A. Clippers | 11 | 0  | 18,2 | 43,3 | 51,5 | 88,9 | 1,1 | 0,3 | 0,3 | 0,4 | 8,3 |
| 2018†    | G.S. Warriors | 20 | 2  | 10,3 | 30,2 | 29,8 | 75,0 | 0,6 | 0,2 | 0,1 | 0,0 | 2,6 |
| Carriera | Carriera      | 35 | 2  | 12,1 | 35,7 | 37,8 | 83,3 | 0,7 | 0,2 | 0,2 | 0,1 | 4,2 |

#### Massimi in carriera
- Massimo di punti: 43 vs Sacramento Kings (11 gennaio 2011)[12]
- Massimo di rimbalzi: 9 vs Indiana Pacers (29 dicembre 2010)
- Massimo di assist: 6 (2 volte)
- Massimo di palle rubate: 4 (5 volte)
- Massimo di stoppate: 2 (16 volte)
- Massimo di minuti giocati: 52 vs Oklahoma City Thunder (28 gennaio 2011)

## Palmarès

### NBA
- Campionato NBA: 1

Golden State Warriors: 2018